# Winter X Games XII
Winter X games XII foi uma competição esportiva realizada de 24 de janeiro à 27 de janeiro de 2008; em Aspen, Colorado. Os esportes incluidos foram esqui, snowboard e snowmobile.

## Resultados

### Esqui
| Evento                        | Ouro                                      | Prata                         | Bronze                              |
| ----------------------------- | ----------------------------------------- | ----------------------------- | ----------------------------------- |
| Esqui Monoski Cross masculino | Kees van der-Jan Klooster · Países Baixos | Tyler Walker · Estados Unidos | Chris Devlin-Young · Estados Unidos |
| Esqui Big Air masculino       | Jon Olsson · Suécia                       | Charles Gagnier · Canadá      |                                     |
| Esqui Cross masculino         | Daron Rahlves · Estados Unidos            | Stanley Hayer · Canadá        | Casey Puckett · Estados Unidos      |
| Esqui Cross feminino          | Ophelie David · França                    | Hedda Berntsen · Noruega      | Magdalena Jonsson · Suécia          |
| Esqui Slopestyle masculino    | Andreas Håtveit · Noruega                 | Jossi Wells · Nova Zelândia   | Jon Olsson · Suécia                 |
| Esqui Superpipe masculino     | Tanner Hall · Estados Unidos              | Simon Dumont · Estados Unidos | Colby James West · Estados Unidos   |
| Esqui Superpipe feminino      | Sarah Burke · Canadá                      | Mirjam Jaeger · Suíça         | Jen Hudak · Estados Unidos          |

### Snowboard
| Evento                         | Ouro                                | Prata                         | Bronze                        |
| ------------------------------ | ----------------------------------- | ----------------------------- | ----------------------------- |
| Snowboard Big Air masculino    | Torstein Horgmo · Noruega           | Kevin Pearce · Estados Unidos |                               |
| Snowboard Cross masculino      | Nate Holland · Estados Unidos       | Markus Schairer · Áustria     | David Speiser · Alemanha      |
| Snowboard Cross feminino       | Lindsey Jacobellis · Estados Unidos | Tanja Frieden · Suíça         | Sandra Frei · Suíça           |
| Snowboard Slopestyle masculino | Andreas Wiig · Noruega              | Kevin Pearce · Estados Unidos | Shaun White · Estados Unidos  |
| Snowboard Slopestyle feminino  | Jamie Anderson · Estados Unidos     | Claudia Fliri · Áustria       | Spencer O'Brien · Canadá      |
| Snowboard Superpipe masculino  | Shaun White · Estados Unidos        | Ryo Aono · Japão              | Kevin Pearce · Estados Unidos |
| Snowboard Superpipe feminino   | Gretchen Bleiler · Estados Unidos   | Torah Bright · Austrália      | Kelly Clark · Estados Unidos  |

### Snowmobile
| Evento                     | Ouro                            | Prata                        | Bronze                         |
| -------------------------- | ------------------------------- | ---------------------------- | ------------------------------ |
| Snocross                   | Tucker Hibbert · Estados Unidos | Brett Turcotte · Canadá      | D.J. Eckstrom · Estados Unidos |
| Snowmobile Freestyle       | Levi LaVallee · Estados Unidos  | Joe Parsons · Estados Unidos | Heath Frisby · Estados Unidos  |
| Snowmobile Speed and Style | Levi LaVallee · Estados Unidos  | Sam Rogers · Estados Unidos  | Joe Parsons · Estados Unidos   |

## Quadro de Medalhas
| Ordem | País           | Medalha de ouro | Medalha de prata | Medalha de bronze | Total |
| ----- | -------------- | --------------- | ---------------- | ----------------- | ----- |
| 1     | Estados Unidos | 10              | 6                | 10                | 26    |
| 2     | Noruega        | 3               | 1                |                   | 4     |
| 3     | Canadá         | 1               | 3                | 1                 | 5     |
| 4     | Suécia         | 1               |                  | 2                 | 3     |
| 5     | França         | 1               |                  |                   | 1     |
| 5     | Países Baixos  | 1               |                  |                   | 1     |
| 7     | Suíça          |                 | 2                | 1                 | 3     |
| 8     | Áustria        |                 | 2                |                   | 2     |
| 9     | Austrália      |                 | 1                |                   | 1     |
| 9     | Japão          |                 | 1                |                   | 1     |
| 9     | Nova Zelândia  |                 | 1                |                   | 1     |
| 12    | Alemanha       |                 |                  | 1                 | 1     |